# Klīmīs Alexandrou
Klīmīs Alexandrou (1º settembre 1974) è un ex calciatore cipriota, di ruolo difensore.

## Carriera

### Club
Ha giocato nella massima serie cipriota con AEK Larnaka e APOEL Nicosia.

### Nazionale
Nel 1996 ha esordito con la nazionale cipriota, giocando 8 partite fino al 1999.